# Tubardżal
Tubardżal (arab. طبرجل) – miasto w północnej Arabii Saudyjskiej, w prowincji Al-Dżauf. Według spisu ludności na rok 2010 liczyło 48 525 mieszkańców.